# Cementerio Laico de Caldera
El Cementerio Laico de Caldera, es el primer cementerio laico chileno. Ubicado en la Av. Diego de Almeyda entre Av. René Schneider y Av. La Paz, Caldera, Copiapó, Atacama, Chile.

## Historia
Fue inaugurado el 20 de septiembre de 1876. En su sector histórico, los mausoleos y tumbas tienen estructuras de hierro fundido realizadas por artesanos ingleses y lápidas de mármol de Carrara. También hay epitafios en español, inglés y alemán.
En el cementerio están sepultados algunos de los maquinistas y funcionarios del Ferrocarril de Caldera a Copiapó, héroes de la Guerra del Pacífico y también ciudadanos y ciudadanas locales, profesores, religiosos, pescadores y obreros, entre otros.
En su entrada frontal figura una placa que dice: «Cementerio Lego Primero en la República. Construido con erogaciones del pueblo por el Gobernador de este departamento Domingo Reyes y Gómez inaugurado el 20 de septiembre del presente año 1876».
El 3 de junio de 1996 fue declarado Monumento Histórico de Chile número id 332, según Decreto Exento 316.

## Galería de imágenes

Imágenes de entradas e interior del Cementerio Laico de Caldera
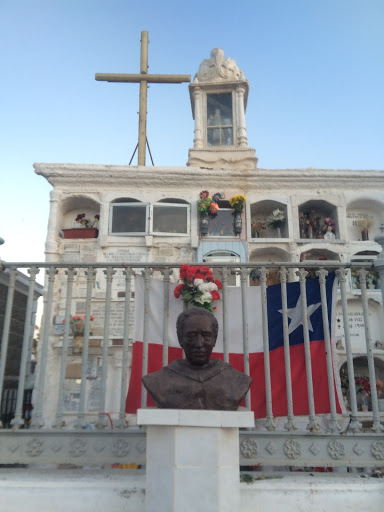
Estatua del Padre Negro
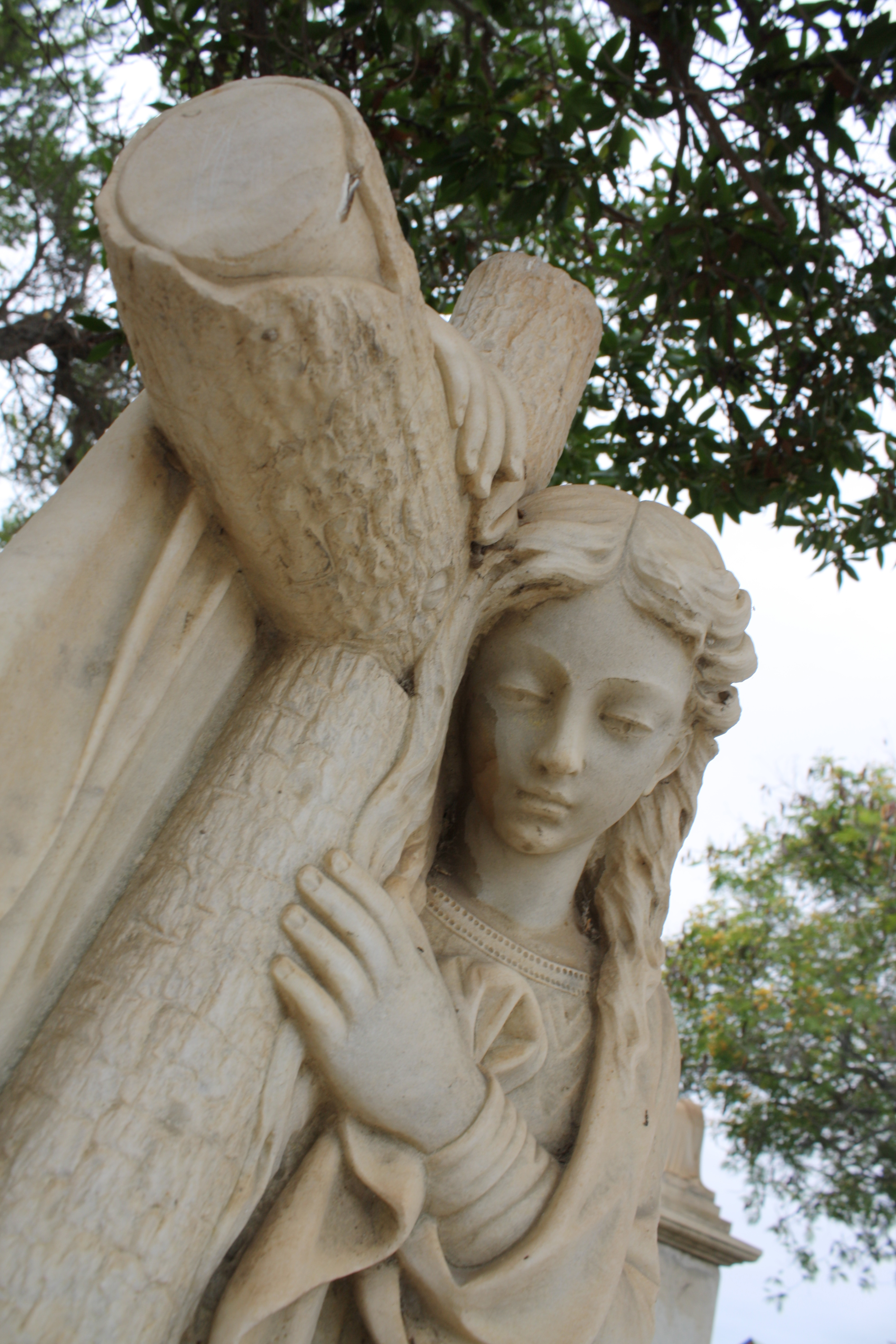
Estatua en cementerio
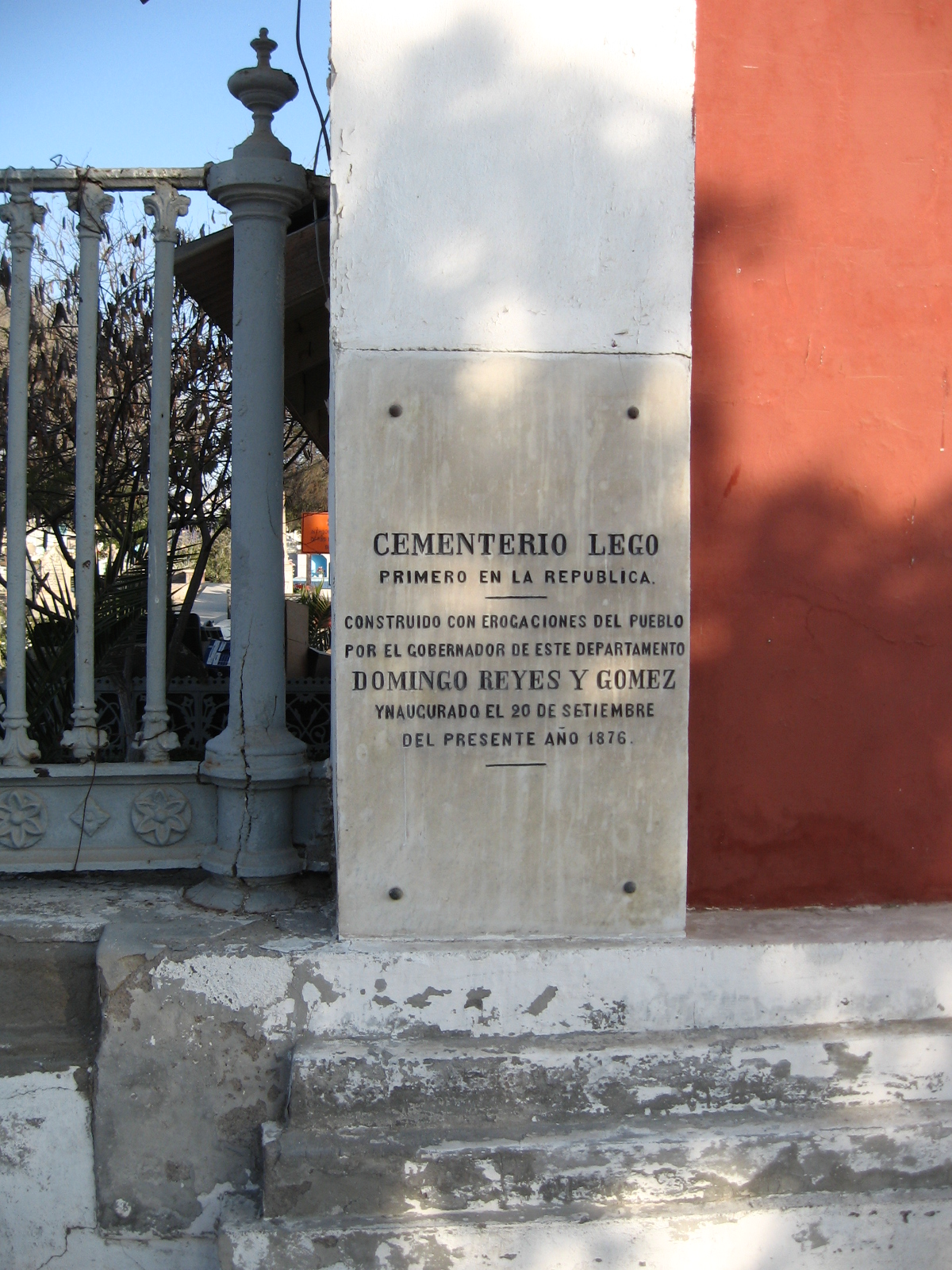
Placa conmemorativa
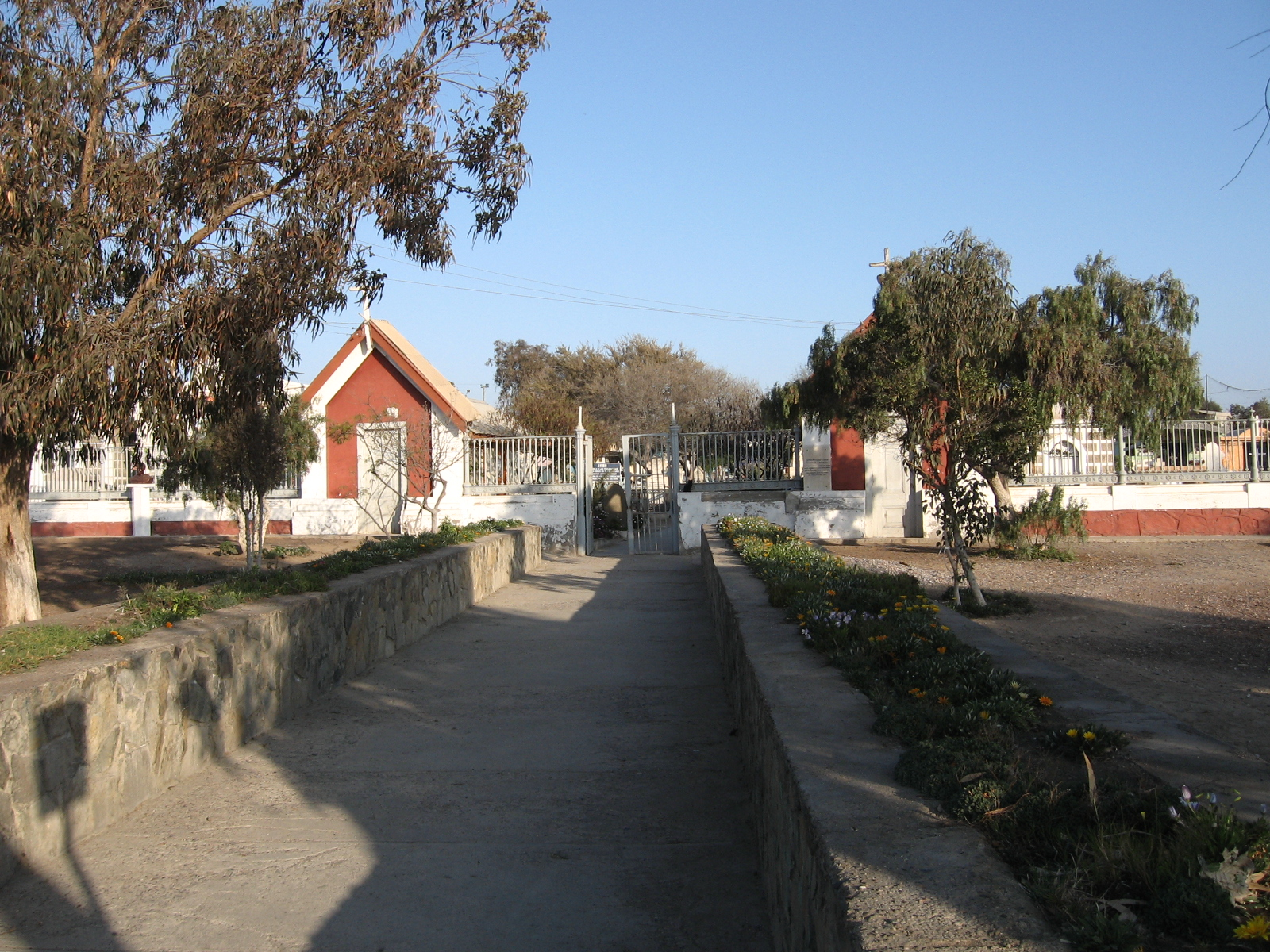
Entrada del cementerio
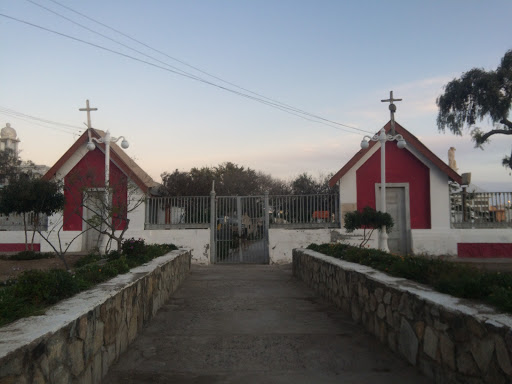
Entrada del cementerio
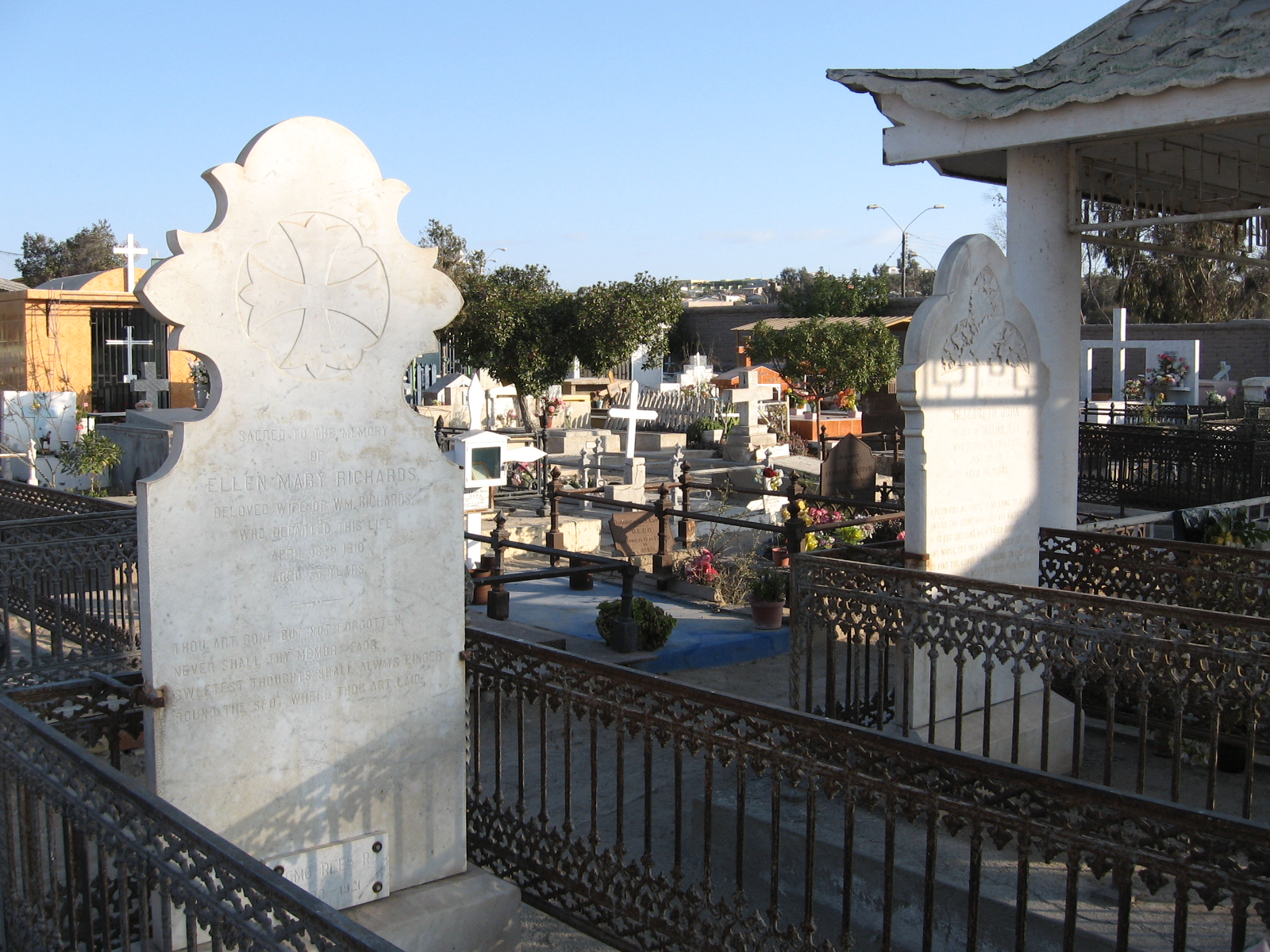
Mausoleos al interior del cementerio